# Font del Camp del Miracle
La font del Camp del Miracle és una font situada enfront de l'ermita de Sant Medir, a la riera de Sant Medir, de la serra de Collserola, al municipi de Sant Cugat del Vallès.
La font va ser feta per l'APAC (Associació per la preservació del Patrimoni Cultural de Sant Cugat), o Penya Regalèssia. Està construïda amb pedra gres, disposa de quatre aixetes amb polsador i una gran pica correguda. A la part superior dreta hi ha un mosaic en homenatge a Sant Medir i a l'aplec que se celebra aquí cada 3 de març.
El nom del Camp del Miracle fa referència a que aquí se suposa que van brotar miraculosament les faveres de Sant Medir.